# Willa de Toscana

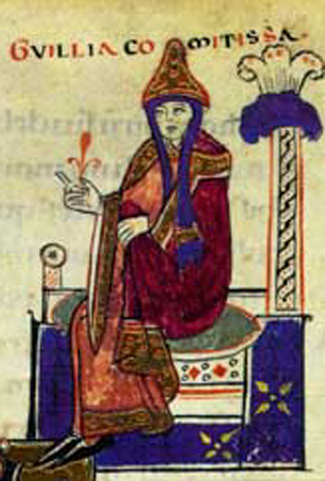
Condesa Guillia de Toscana, esposa de Tedaldo de Canossa.

Willa, conocida como Willa de Toscana (911/912–970), fue una noble medieval nacida en el seno de la dinastía de los bosónidas. A través de su matrimonio con Berengario II de Italia fue condesa de Ivrea de 930 a 963, y reina consorte de Italia entre 950 y 963.

## Biografía
Willa era hija de Boso de Toscana y Willa de Borgoña.  A su vez, Boso era nieto de Lotario II de Lotaringia a través de su madre Berta, y su hermano mayor Hugo era rey de Italia.  Willa de Borgoña, por su parte, era hija de Rodolfo I de Borgoña y hermana de Rodolfo II de Borgoña.
En torno a 930 Willa se casó con Berengario II de Italia, en un matrimonio concertado por Hugo, el tío paterno de Willa. Sin embargo, alrededor de 940, Berengario lideró una revuelta nobiliaria contra Hugo, que fracasó, teniendo que huir a la corte de Otón I. No obstante su avanzado estado de gestación, Willa también abandonó Italia y cruzó los Alpes en invierno para reunirse con su marido en Alemania.
En 950, cuando Berengario fue coronado rey de Italia, Willa se convirtió en reina consorte. Berengario estimaba mucho a Willa y la designó consors regni (compañera en el gobierno).
El cronista contemporáneo Liutprando de Cremona, criado en la corte de Pavía, dejó una imagen negativa de Berengario y Willa. Incluyó varios relatos particularmente vívidos del carácter de Willa en su Antapodosis, afirmando que supuestamente cometió adulterio con su capellán Dominic, "un sacerdote pequeño, diminuto en estatura, de color hollín, rústico, peludo, intratable, tosco, peludo, salvaje, grosero, loco; rebelde, inicuo, con un apéndice parecido a una cola". Para evitar ser descubierta, Willa habría hechizado a su marido. Cuando Berengario apresó a Adelaida de Italia en 951, Willa supuestamente la maltrató.
Cuando Berengario se encontraba en guerra contra el emperador Otón I a principios de la década de 960, Willa y sus hijos, Adalberto y Guido, estaban frecuentemente a su lado. Tras ser depuesto por el emperador, Berengario Willa fueron llevados como prisioneros a Baviera. Berengario murió en 966 y Willa se retiró a un convento en Bamberg, donde permaneció el resto de su vida.  No se conoce con exactitud la fecha de su muerte.

## Matrimonio y descendencia
Con Berengario, Willa tuvo varios hijos, entre ellos:
- Adalberto[13]
- Guido[14]
- Conrado[14]
- Susana[15]
- Gerberga,[16] esposa de Aleramo de Montferrato
- Gisela,[16] monja
- Berta, abadesa de San Sixto en Piacenza